# 1973 no teatro

## Eventos
- Fundação do Teatro da Cornucópia em Lisboa.

## Nascimentos
| Data         | Nome             | Profissão                          | Nacionalidade  | Observações | Ref   |
| ------------ | ---------------- | ---------------------------------- | -------------- | ----------- | ----- |
| 26 de março  | T.R. Knight      | ator (teatro e televisão)          | Estados Unidos |             |       |
| 22 de abril  | Leandro Sarmatz  | jornalista, escritor e dramaturgo  | Brasil         |             |       |
| 3 de maio    | Sérgio Grilo     | ator de teatro, televisão e cinema | Portugal       |             | [ 1 ] |
| 19 de junho  | Letícia Spiller  | atriz                              | Brasil         |             |       |
| 22 de Julho  | Jaime Camil      | ator e cantor                      | México         |             |       |
| 6 de agosto  | Vanessa Gerbelli | atriz                              | Brasil         | ]           |       |
| 24 de agosto | Dalila Carmo     | atriz                              | Portugal       |             |       |
| 3 de outubro | Neve Campbell    | atriz                              | Canadá         |             |       |

## Mortes
| Data       | Nome            | Profissão                                                    | Nacionalidade | Observações | Ref |
| ---------- | --------------- | ------------------------------------------------------------ | ------------- | ----------- | --- |
| 4 de junho | Carlos Selvagem | militar, jornalista, escritor, autor dramático e historiador | Portugal      | n. 1890     |     |